# Spilomicrus hemipterus
Spilomicrus hemipterus är en stekelart som beskrevs av Marshall 1868. Spilomicrus hemipterus ingår i släktet Spilomicrus, och familjen hyllhornsteklar. Arten är reproducerande i Sverige.